# Joseph Madachy
Joseph Steven Madachy (16 de março de 1927 – 27 de março de 2014) foi um pesquisador em Química, editor técnico e matemático recreativo. Ele foi o editor-chefe do periódico Journal of Recreational Mathematics por quase 30 anos e depois atuou como editor emérito. Ele também foi proprietário e editor de sua antecessora, a Recreational Mathematics Magazine, publicada de 1961 a 1964.

## Infância e educação
Madachy nasceu em Star Junction, Pensilvânia, filho de Steven e Anne Madachy, e foi criado em Cleveland, Ohio. Ele começou a se interessar por matemática recreativa depois de ter lido o livro Riddles in Mathematics de Eugene Northrop.
Após servir na Segunda Guerra Mundial, ele frequentou a Western Reserve University com ajuda do programa de assistência para veteranos G.I. Bill e obteve os títulos de bacharel e mestre em Química.

## Carreira
Madachy mudou-se para Dayton, Ohio, e trabalhou no centro de pesquisa Mound Laboratories. Ele fez contribuições originais para o campo da matemática recreativa. Em 1960 escreveu ao matemático recreativo Martin Gardner, perguntando se ele conhecia alguma publicação dedicada exclusivamente à matemática recreativa, já que ele estava considerando iniciar tal projeto. Gardner respondeu negativamente, mas incluiu uma lista de pessoas e sugeriu que Madachy entrasse em contato com elas para promover a revista. Isso deu origem ao periódico bimestral Recreational Mathematics Magazine, publicado de 1961 a 1964.
Em 1967, a editora acadêmica Greenwood Press pediu-lhe que voltasse a editar a revista com o título Journal of Recreational Mathematics, que foi publicado pela editora Baywood Publishing a partir de 1973. Madachy escreveu de vários livros sobre matemática recreativa, incluindo Mathematics on Vacation (1966), Madachy's Mathematical Recreations e Mathematical Diversions. Ele serviu como agente literário do livro Language on Vacation, de Dmitri Borgmann. A relação de seus colegas de longa data e coautores inclui Martin Gardner, Harry L. Nelson, Isaac Asimov, e Solomon Golomb (sobre pentominós).

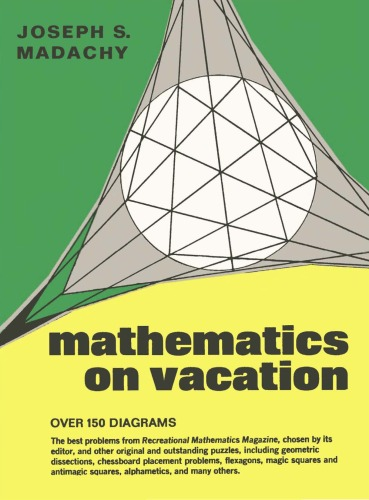
Mathematics on Vacation

Pentomino Puzzle Solutions

Ele trabalhou com poliminós, pentominós, números primos, e números amigos . Trabalhou desenvolvendo conceitos matemáticos como o de criptaritmética, usado em aplicações de segurança cibernética. Ele fez contribuições sobre a série de Fibonacci e os números narcisistas (iguais à soma de seus dígitos elevados a uma potência igual ao número de dígitos) e criou quebra-cabeças usando números de Fibonacci. Seu trabalho sobre matemática recreativa inclui artigos sobre xadrez, quadrados mágicos e arte feita na calculadora.
Madachy deixou de editar o Journal of Recreational Mathematics em 2000.

## Na cultura popular
Madachy é mencionado no livro Never Go Back, de Jack Reacher, que usa números narcisistas na trama.

## Vida pessoal
Madachy e sua esposa, Juliana, moravam em Dayton, Ohio e tinham seis filhos.